# Orkestinspecteur
Een orkestinspecteur, -inspiciënt of -regisseur is in een orkest of aan een conservatorium de persoon die verantwoordelijk is voor de logistiek van het orkest en het toezicht op de instrumenten. Hij/zij zorgt daarbij voor de organisatie van het orkest bij de repetities en concerten. In samenspraak met de dirigent en/of de artistieke leiding regelt hij de samenstelling van het orkest voor specifieke uitvoeringen.
Orkestregie of de logistieke organisatie van het orkest is het werk van de orkestinspecteur. Het behelst onder meer ervoor zorgen dat stoelen, lessenaars van orkestleden en dirigent, en het slagwerk en andere grote instrumenten zoals een vleugel, celesta, kistorgel of glockenspiel ter plaatse goed zijn opgesteld. Hij volgt de opbouw van het podium op in samenspraak met de technici. Hij is tevens verantwoordelijk voor het inhuren van het orkestmateriaal (partituur en partijen) en het aanleveren en op de lessenaars plaatsen en weer innemen van de orkestpartijen bij zowel repetities als concerten. Hij huurt in samenspraak met de dirigent eventueel ook extra orkestleden (remplaçanten) in. Ook zorgt hij ervoor dat lokalen voor repetities en uitvoeringen beschikbaar zijn.
De orkestinspecteur is het aanspreekpunt voor de musici, dirigent en solisten voor allerlei praktische afspraken zoals uurregeling, vervoer, dirigenten/solistenkamers, onderdak of per diem (dagvergoeding voor eten en drinken) e.d.. Daarbij is hij op de dag van de uitvoering de contactpersoon ter plekke en coördineert hij het in orde brengen van de verkleedruimtes en artiestenkamers, het begeleiden van de solisten van en naar het podium, de bloemen na afloop en de eventuele opbouw en afbraak van het podium en de belichting.
De orkestinspecteur is daarnaast belast met het toezicht op de instrumenten die in het bezit zijn van het orkest (grote instrumenten zoals harpen en contrabassen) of ingehuurd moeten worden, zoals een kistorgel of een vleugel. Het huren of lenen van instrumenten, reparaties, stemmen en verplaatsingen e.d. worden via hem geregeld.
Hij is ook belast met de logistieke coördinatie van uitvoeringen of projecten op andere locaties dan de eigen zaal (de concertzaal waarvan het orkest de vaste bespeler is). Nadat de zakelijk leider contracten heeft afgesloten met deze zalen en de data heeft vastgelegd, coördineert de orkestinspecteur de verplaatsing van partituren, instrumenten en musici.